# Katayoku no Khronos Gear
Katayoku no Khronos Gear (片翼のクロノスギア?, Katayoku no Kuronus Gia) è una serie di original anime video giapponese prodotta dalla Anime International Company nel 2012. Contemporaneamente saranno lanciati sul mercato anche un videogioco ed un manga legati al franchise.

## Trama
La storia è ambientata in un futuro prossimo non molto lontano, in cui l'umanità ha iniziato a colonizzare i pianeti esterni. Tuttavia un misterioso ed ostile extraterrestre conosciuta come "Obliquus", vuole conquistare il sistema solare ed ha scatenato una guerra con la razza umana. Per contrastare la schiacciante superiorità tecnologica del nemico, la Fondazione Khronos ha riunito i discendenti degli eroi di ogni nazione, dai giapponesi Musashi Miyamoto e Ryōma Sakamoto ai francesi Napoleone di Francia e Giovanna d'Arco. La fondazione è in grado di fornire questi soggetti di una speciale arma biologica conosciuta come "Gear", dando così vita ai potentissimi guerrieri "Gear Khronos".

## Personaggi e doppiatori
- Aoi Yūki: Jeanne Saya
- Tomoaki Maeno: Musashi Miyamoto
- Hiroshi Naka: Ikkyū
- Michiko Neya: Florence
- Nobuaki Kanemitsu: Geese Khan
- Sayuri Yahagi: Haruka Sasaki
- Tomo Saeki: Napo=Leo
- Yukari Tamura: Kasuga Tsubomi
- Yumi Hara: Ryō Sakamoto